# Мікропожертвування
Мікропожертвування (англ. Micro-donations) — різновид невеликих за обсягом благодійних внесків, який стає дедалі популярнішим в сучасному світі, зокрема завдяки мережі Інтернет з появою там спеціальних онлайн-сервісів та пожертвуванням через мобільні телефони.
Найвідоміший серед сервісів для здійснення мікропожертвувань — Flattr, який підтримує безліч платформ, зокрема WordPress, Blogger та Joomla, та дозволяє користувачам вносити невеликі суми на рахунок акаунта, а в кінці кожного місяцю ця сума рівномірно розподіляється серед тих сайтів, де користувач натиснув кнопку Flattr. Існують також розширення для браузерів, які дозволяють показувати кнопку пожертвування навіть на тих сайтах, які не підтримують напряму її вбудування.
Загалом, мікропожертвування до $200 склали велику частину благодійних внесків під час президентських виборів у США з 2000 року: 25 % у 2000 році, 34 % у 2004 році та 38,8 % у 2008 році.

## Допоміжні технології
Мікрофілантропія вимагає вміння ефективно працювати з великою кількістю дрібних взаємодій. Якщо успішний підхід також включає реалізацію кампанії зі збору коштів, яка використовує мікрофілантропічні ресурси, пов'язані з конкретною благодійною організацією, підхід також повинен включати структуру або технологію «посередника», яка дозволяє ефективно, результативно об'єднувати і розподіляти мікрофілантропічні пожертвування. Наприклад, американська неприбуткова організація Zidisha пропонує пірингову платформу мікрокредитування у стилі eBay, яка використовує технології Інтернету та мобільного зв'язку для надання послуг між кредиторами та позичальниками безпосередньо через міжнародні кордони без місцевих посередників.